# José Lizares Estrada
José Lizares Estrada (* 31. Mai 1934 in Tapalpa) ist emeritierter Weihbischof in Monterrey.

## Leben
José Lizares Estrada empfing am 19. Dezember 1959 die Priesterweihe.
Papst Johannes Paul II. ernannte ihn am 4. März 1980 zum Bischof von Ciudad Altamirano. Der Apostolische Delegat in Mexiko, Girolamo Prigione, spendete ihm am 29. April desselben Jahres die Bischofsweihe; Mitkonsekratoren waren Serafín Vásquez Elizalde, Bischof von Ciudad Guzmán, und Manuel Samaniego Barriga, Bischof von Cuautitlán.
Von seinem Amt trat er am 31. Januar 1987 zurück. Am 25. März 1987 wurde er zum Weihbischof in Monterrey ernannt.
Am 21. Dezember 2009 nahm Papst Benedikt XVI. sein aus Altersgründen vorgebrachtes Rücktrittsgesuch an.